# Волф-Кишнерова редукција
Волф-Кишнерова редукција представља хемијску реакцију којом се карбонилна група преводи у метиленску. Другим речима, кетони или алдехиди се на тај начин редукују у алкане. Реакција се обично изводи у две фазе. У првој фази се ацетил или алдехид група прво конвертују у њихове семикарбазоне, а у другој фази се те семикарбазони редукују у одговарајуће алкане.
Волф-Кишнерова редукција добила је име по хемичарима, Карлу Волфу и Лују Кишнеру, који су је развили почетком 20. века. Ова реакција је једна од најважнијих метода за конверзију кетона и алдехида у њихове одговарајуће алкане без губитка функционалности у другим деловима молекула.

## Механизам
Прва фаза реакције укључује додавање хидразина на кетон или алдехид у присуству јаке киселине. Ово доводи до формирања семикарбазона, који је стабилнији од почетног алдехида или кетона. Семикарбазони су слаби нуклеофили, па их је могуће лако изоловати и прочистити.
Друга фаза реакције укључује топљење семикарбазона у јакој основи, на пример, утрљавањем са хидроксидом натријума у етанолу. Овај процес доводи до редукције семикарбазона у алкан. Уколико је потребно, алкани се могу додатно хидролизовати у одговарајуће алкохоле.

## Примена
Примери ове реакције укључују претварање ацетофенона у фенетиламин, конверзију цикличних кетона у одговарајуће цикличне алкане, као и редукцију стереоспецифичних кетона у алкане. Ова реакција је такође корисна у синтези лекова, па је стога значајна у фармацеутској индустрији. Неки од примера примене ове реакције укључују претварање неких претходника у лековима, као што су метилдопа, клофазимин и тиабендазол, у њихове активне форме.